# Лапні
Лапні́ — село в Україні, у Ковельській міській громаді Ковельського району Волинської області. Населення становить 208 осіб.

## Географія
Село розташоване на лівому березі річки Турії.

## Історія
У 1906 році село Несухоїзької волості Ковельського повіту Волинської губернії. Відстань від повітового міста 19 верст, від волості 0,5. Дворів 82, мешканців 569.

## Населення
Згідно з переписом УРСР 1989 року чисельність наявного населення села становила 286 осіб, з яких 126 чоловіків та 160 жінок.
За переписом населення України 2001 року в селі мешкали 202 особи.

### Мова
Розподіл населення за рідною мовою за даними перепису 2001 року:
| Мова       | Чисельність | Відсоток |
| ---------- | ----------- | -------- |
| українська | 207         | 99,52%   |
| російська  | 1           | 0,48%    |
| Усього     | 208         | 100%     |